# Veraguas Club Deportivo
El Veraguas Club Deportivo fue un equipo de fútbol que representaba a la Provincia de Veraguas, provincia la cual dio nombre al club que militó en la Primera División de Panamá durante la temporada 2021, con el proyecto de expansión de la liga. Actualmente la franquicia se conoce como Veraguas United Fútbol Club.

## Historia
El Veraguas Club Deportivo, fundado bajo dicho nombre el 23 de diciembre de 2019, luego de recibir el aval de la Federación Panameña de Fútbol adquiriendo el cupo del desaparecido Leones de América, ex SUNTRACS FC.
Su sede oficial fue en la Ciudad de Santiago, distrito cabecera de la Provincia de Veraguas, República de Panamá. Jugó en la Liga LPF, luego de la expansión de la primera división. Por remodelaciones al Estadio Aristocles Castillo, estadio principal del fútbol de la Ciudad de Santiago  de Veraguas, los encuentros deportivos de las divisiones de este club se llevaron a cabo en el Complejo Deportivo de Atalaya, ubicado en el corregimiento de dicho nombre.

### Ascenso a primera división
Durante la temporada 2021 participó en la LPF (Primera división de Panamá), con el proyecto de expansión, todo esto se dio debido a que un grupo de inversionistas españoles, comandados por el Español-Panameño Manuel Mirambel, dirigente con recorrido en el fútbol panameño, decidieron adquirir acciones en el equipo y llevarlo a la máxima categoría de Panamá. El 19 de noviembre de 2020, la Federación Panameña de Fútbol y la Liga Panameña de Fútbol mediante un comunicado le daban la bienvenida la primera división al equipo.
Su comienzo en la primera división fue un poco mal ya que iniciaron perdieron 5-1 en su primer partido pero lograron recomponerse y llegaron al mando del entrenador Isaac Jové hasta semifinales perdiendo contra el CD Universitario con un resultado global de 2 a 0, a mitad del segundo torneo tuvieron problemas económicos con los pagos de los salarios y de los proveedores eso conllevó que, a finales de octubre, los propietarios del club decidieran retirarse, y el club quedaría a cargo de la Liga Panameña de Fútbol; esta entidad asignó a Jesús Moreno como presidente encargado hasta que entraran  los nuevos propietarios al club. En su segundo torneo también llegaron hasta semifinales perdiendo contra el Herrera FC con un resultado global de 2 a 1. Manuel Mirambel dejó de ser el presidente del club a finales de diciembre, se espera que con la llegada de los nuevos propietarios asignen al nuevo presidente.
Para enero de 2022, la comisión de la Liga Panameña de Fútbol encargada del club asignó a José Anthony Torres como entrenador interino. Para el inicio de la temporada 2022, se da un éxodo masivo de jugadores; esto se debe a que la comisión de la Liga Panameña de Fútbol les dio carta de libertad a los jugadores para negociar con otros clubes mientras solucionaban los problemas y la venta del club. El 3 de febrero de 2022 la franquicia cambió de nombre a Veraguas United FC.

## Secciones deportivas
Veraguas Club Deportivo es un club de fútbol el cual disfruta de mucho éxito. Actualmente cuenta con diferentes categorías:
- Categoría Profesional Masculina.
- Categoría Aficionada Femenina.
- Categoría Sub-21.
- Categoría Sub-19 Femenina.[5]
- Categoría Sub-17.

Veraguas FC Sub-17 es el equipo juvenil del Veraguas CD, militó en la liga sub-17 de Liga Nacional de Ascenso, liga que entró en vigor en segundo semestre del 2019 para el desarrollo de fútbol nacional, el Veraguas FC sub-17 es el semillero de los futbolistas de la Provincia de Veraguas y de los próximos en formar parte del equipo mayor. En su primera participación en esta reciente liga, este equipo se distinguió de entre sus oponentes con una ejecución de su juego llegando a clasificar como primero de la tabla. Durante los Play-Off de esta liga el Veraguas FC sub-17 mantuvo su liderazgo llegando a la final de esta liga. Esta final donde el equipo oponente es el Azuero FC Sub-17, final de la cual sale vencedor el Veraguas FC, siendo el primer campeón de esta liga.
- Categoría Sub-16.
- Categoría Sub-15.
- Categoría Sub-13.

## Evolución del uniforme
- Titular

| 2021 | 2022 |

- Visitante

| 2021 | 2022 |

- Tercero

| 2021 | 2022 |

### Auspiciantes
| Indumentaria |                  |           |
| Período      | Logotipo         | Proveedor |
| 2019 - 2020  | Sin patrocinador |           |
| 2021         | FB Sport         |           |
| 2021         | STRIK3R          |           |

| Patrocinador |                                                  | |
| Período      | Patrocinador oficial                             | Patrocinador secundario |
| 2019-2020    | Santiago Mall Visite Veraguas                    | IMASEVI Super Stereo 99.5 |
| 2021         | SETRAM BioMuseo                                  | Caliente Super Stereo 99.5 |
| 2021         | SETRAM AVIS El Machetazo El Granjero Deli Grecia | Caliente Super Stereo 99.5 Buug Burger Concretos de Veraguas Perfiles Publicitarios Neón Arroz Pelin Soberana Sacosa FarmaLamb |

## Organigrama deportivo

### Plantilla 2025
- = Lesionado de larga duración
- = Capitán
- = Cantera/Formación

- Los equipos panameños están limitados a tener una plantilla de un máximo de 22 jugadores y podrán incluir en su nómina un máximo de 3 jugadores extranjeros.

### Extranjeros
| Nacionalidad | N.º     | Jugadores                    |
| América      | América | América                      |
| ------------ | ------- | ---------------------------- |
| Argentina    | 2       | Tulio Etchemaite, Lucas Pugh |
| Brasil       | 1       | Dwann Oliveira               |
| Colombia     | 1       | Aldair Arnedo                |
| México       | 1       | Esteban Pérez                |
| Uruguay      | 1       | Felipe Villalba              |

## Entrenadores
| Entrenadores              | Período          |
| Como Veraguas FC          | Como Veraguas FC |
| ------------------------- | ---------------- |
| Leonicio de la Flor       | 2019 - 2020      |
| Como Veraguas CD          |                  |
| Isaac Jové                | 2021             |
| José A. Torres (Interino) | 2022             |

## Presidentes
| N°               | Presidentes                         | Período          |
| Como Veraguas CD | Como Veraguas CD                    | Como Veraguas CD |
| ---------------- | ----------------------------------- | ---------------- |
| 1.               | Manuel Mirambel                     | 2020 - 2021      |
| 2.               | Jesús Moreno (Presidente Encargado) | 2021-2022        |

## Propietarios
| N°               | Propietarios      | Período          |
| Como Veraguas CD | Como Veraguas CD  | Como Veraguas CD |
| ---------------- | ----------------- | ---------------- |
| 1.               | Joaquín Zulategui | 2020 - 2021      |